# Ambohimahasoa
Ambohimahasoa  è un comune urbano (firaisana) del Madagascar centrale (provincia di Fianarantsoa, regione di Haute Matsiatra), capoluogo dell'omonimo distretto.
Ha una popolazione stimata di 7.986 abitanti.

## Infrastrutture e trasporti
La strada statale RN 7 collega la città ad Antananarivo (a nord) e a Fianarantsoa e Toliara (a sud).